# Saint-Marcory
Saint-Marcory è un comune francese di 52 abitanti situato nel dipartimento della Dordogna nella regione della Nuova Aquitania.

## Società

### Evoluzione demografica
Abitanti censiti